# Charlemagne (песня)
«Charlemagne» (с фр. — «Карл Великий») — песня английской рок-группы Blossoms. Была выпущена 5 октября 2015 года лейблом Virgin EMI Records в качестве четвёртого сингла с дебютного альбома Blossoms. Песня смогла достичь 98-го места в UK Singles Chart и 38-го в Scottish Singles Chart.

## Видеоклип
Видеоклип был выпущен на YouTube 29 июня 2016 года.

## Список композиций
| №  | Название      | Длительность |
| -- | ------------- | ------------ |
| 1. | «Charlemagne» | 2:46         |

| №  | Название                        | Длительность |
| -- | ------------------------------- | ------------ |
| 1. | «Charlemagne» (Lindstrøm Remix) | 6:26         |

| №  | Название                            | Длительность |
| -- | ----------------------------------- | ------------ |
| 1. | «Charlemagne» (Nicolas Haelg Remix) | 2:45         |

| №  | Название                        | Длительность |
| -- | ------------------------------- | ------------ |
| 1. | «Charlemagne» (Jack Wins Remix) | 5:03         |

## Чарты
| Чарт (2016)                     | Наивысшее место |
| ------------------------------- | --------------- |
| Шотландия (OCC Scotland)        | 38              |
| Великобритания (OCC UK Singles) | 98              |

## Сертификации
| Регион                                                                      | Сертификация | Продажи |
| --------------------------------------------------------------------------- | ------------ | ------- |
| Великобритания (BPI)                                                        | Платиновый   | 600 000 |
| Данные о продажах + прослушиваниях приведены только на основе сертификации. |              |         |

## История релиза
| Регион         | Дата           | Формат               | Лейбл              |
| -------------- | -------------- | -------------------- | ------------------ |
| Великобритания | 5 октября 2015 | Цифровая дистрибуция | Virgin EMI Records |
| Великобритания | 1 августа 2016 | Цифровая дистрибуция | Virgin EMI Records |
| Великобритания | 5 августа 2016 | Цифровая дистрибуция | Virgin EMI Records |